# Cerapachys braunsi
Cerapachys braunsi é uma espécie de formiga do gênero Cerapachys.